# Tonja Buford-Bailey
Tonja Buford-Bailey, född den 13 december 1970 i Ohio, är en amerikansk före detta friidrottare som tävlade i häcklöpning.
Buford-Bailey deltog vid Olympiska sommarspelen 1992 i Barcelona där hon blev utslagen i semifinalen. Vid VM 1993 slutade hon femma på tiden 54,55. Vid VM 1995 blev hon silvermedaljör efter landsmannen Kim Batten. Batten noterade ett nytt världsrekord i loppet på 52,61 och Buford-Bailey noterade 52,62 även det under det då gällande världsrekordet som Sally Gunnell hade på 52,74. Tiden är fortfarande den tredje snabbaste genom tiderna (efter Batten och Julija Petjonkina).
Vid Olympiska sommarspelen 1996 slutade hon trea på tiden 53,22. Hon var även i final vid VM 1997 och 2001 där hon slutade sexa respektive fyra.